# Olivera Moldovan
Olivera Moldovan –en serbio, Оливера Молдован– (Borča, 1 de marzo de 1989) es una deportista serbia que compite en piragüismo en la modalidad de aguas tranquilas. Es hermana de la también piragüista Nikolina Moldovan.
Ha ganado 2 medallas en el Campeonato Mundial de Piragüismo, plata en 2014 y bronce en 2013, y dos medallas de bronce en el Campeonato Europeo de Piragüismo, en los años 2014 y 2015. En los Juegos Europeos de Bakú 2015 consiguió una medalla de plata en la prueba de K2 200 m.

## Palmarés internacional
| Campeonato Mundial | Campeonato Mundial       | Campeonato Mundial | Campeonato Mundial |
| Año                | Lugar                    | Medalla            | Competición        |
| ------------------ | ------------------------ | ------------------ | ------------------ |
| 2013               | Duisburgo (Alemania)     | Medalla de bronce  | K2 200 m           |
| 2014               | Moscú (Rusia)            | Medalla de plata   | K2 500 m           |
| Juegos Europeos    |                          |                    |                    |
| Año                | Lugar                    | Medalla            | Competición        |
| 2015               | Bakú (Azerbaiyán)        | Medalla de plata   | K2 200 m           |
| Campeonato Europeo |                          |                    |                    |
| Año                | Lugar                    | Medalla            | Competición        |
| 2014               | Brandeburgo (Alemania)   | Medalla de bronce  | K2 500 m           |
| 2015               | Račice (República Checa) | Medalla de bronce  | K2 200 m           |